# 伦茨维伦
伦茨维伦是德国石勒苏益格－荷尔斯泰因州的一个市镇。总面积19.75平方公里，总人口789人，其中男性385人，女性404人（2011年12月31日），人口密度40人/平方公里。